# Maria di Brabante (contessa di Savoia)
Maria di Brabante (1277/1285 – dopo il 2 novembre 1338) è stata contessa consorte di Savoia, dal 1297/1307 al 16 ottobre 1323.

## Origine
Secondo la Genealogia Ducum Brabantiæ Ampliata, Maria era la figlia femmina secondogenita del duca di Lorena e del Brabante e duca di Limburgo, Giovanni I di Brabante e della moglie, Margherita di Dampierre o di Fiandra (1251-1285), che sia secondo il Iohannis de Thilrode Chronicon che secondo il Iohannis de Thielrode Genealogia Comitum Flandriæ era figlia del Conte di Fiandra e Marchese di Namur, Guido di Dampierre e di Matilde di Bethune, che secondo gli Annales Blandinienses era figlia ed ereditiera di Roberto VII di Bethune, signore di Béthune, Termonde, Richebourg e Warneton, e d'Elisabeth de Morialmez.
Secondo la Genealogia Ducum Brabantiæ Heredum Franciæ, Giovanni I di Brabante era il figlio maschio secondogenito del duca Duca di Lorena e del Brabante, Enrico III e di Alice di Borgogna, che, secondo gli Annales Parchenses era figlia del Duca di Borgogna e re titolare di Tessalonica, Ugo IV (1212 – 1272) e della moglie (come viene confermato dalla Chronica Albrici Monachi Trium Fontium) Yolanda di Dreux (1212 – 1248), che era figlia del conte di Dreux e di Braine, Roberto III e della moglie (come viene confermato dal documento n° LXXIX del Cartulaire du comté de Ponthieu Eleonora, signora di Saint-Valéry.

## Biografia
Suo padre Giovanni I morì, nel 1294: secondo il Balduini Ninovensis Chronicon Giovanni (Iohannis huius nominis primus dux Lotharingie, Brabantie et Lemburgie) morì il 7 marzo (nonas maii); sempre secondo il Balduini Ninovensis Chronicon lo scontro era avvenuto circa cinque giorni prima della morte del duca, Giovanni I venne sepolto nel coro della chiesa dei Francescani a Bruxelles; secondo il Trophees tant sacres que profanes de la duché de Brabant ..., Volume 1, il duca fu condotto nel suo ducato, dove tentarono inutilmente di curarlo, senza precisare il luogo.
Ancora il Balduini Ninovensis Chronicon informa che gli succedette il figlio, Giovanni II.
Dopo la morte del padre, Maria fu fidanzata ad Ottone, erede della contea di Kleve; infatti secondo il Rheinlande Vatikanischen, Band I (non consultato) vi è un documento, datato 23 ottobre 1297, rilasciato dl papa Bonifacio VIII che concedeva, nonostante il grado 4° di consanguineità, la dispensa al matrimonio tra Maria ("Maria sorore Johannis ducis Brabantie") e Ottone ("Ottone nato Theoderici comitis Clevensis").
In una data imprecisata, tra il 1297 ed il 1304, come conferma la Genealogia Ducum Brabantiæ Ampliata, Maria divenne moglie del Conte di Savoia e Conte d'Aosta e Moriana, Amedeo V di Savoia, che era figlio secondogenito del Conte di Savoia e Conte d'Aosta e Moriana, Tommaso II di Savoia e di Beatrice Fieschi.
Amedeo V era vedovo di Sibilla de Baugé, che gli aveva dato 8 figli.
Nel 1307, suo marito, Amedeo, fece testamento, in cui dichiarava suo erede universale nel Contado di Savoja, il figlio di primo letto, Edoardo (Odorado suo figlio primogenito) e definiva anche i vari lasciti sia ai figli di primo letto che eventuali di secondo letto (nascituri da Maria di Brabant, sua seconda Consorte).
Il marito di sua sorella, Margherita, il conte di Lussemburgo, Enrico VII, venne eletto Re di Germania, nel novembre del 1308, ed assieme a Margherita vennero incoronati ad Aquisgrana, il 6 gennaio 1309.
Enrico VII ambiva alla corona imperiale, quindi, nel 1310, assieme alla moglie, Margherita, si mise in viaggio per raggiungere l'Italia, per poi andare a Roma, per essere incoronato Imperatore del Sacro Romano Impero (il 29 giugno 1312); per raggiungere l'Italia, Enrico VII, passò da Ginevra e poi attraversò la contea di Savoia, dove fu accolto calorosamente dai cognati, Amedeo e Maria.
Maria rimase vedova, nel 1323. Suo marito, Amedeo V, morì mentre si trovava ad Avignone, per incontrare papa Giovanni XXII, per spingerlo a intraprendere una crociata a favore dell'impero bizantino, che stava soccombendo sotto gli attacchi dell'impero ottomano, ma per la stanchezza del viaggio, si ammalò ed in pochi giorni morì; anche lo storico francese, Victor Flour de Saint-Genis, conferma che Amedeo, dopo aver raggiunto il re di Francia, Carlo IV ad Avignone, morì poco tempo dopo, il 16 ottobre; secondo le Mémoires et documents publiés par la Société d'histoire et d'archéologie de Genève - tome 9 la morte avvenne il 16 ottobre (XVII Kal Nov) 1323, presso Avignone (apud Avinionem), di Amedeo (D. Amedeus comes Sabaudie) che fu sepolto ad Altacomba (Altecombe), e gli succedette il figlio Edoardo (Eduardus de Sabaudia ejus filius), figliastro di Maria.
Di Maria non si conosce l'anno esatto della sua morte; avvenne dopo il 1338 e fu sepolta presso la chiesa dei francescani a Bruxelles, ducato del Brabante.

## Figli
Margherita ad Amedeo V diede quattro figlie:
- Maria (1298-1336), andata sposa nel 1309 a Ugo de La Tour du Pin († 1329), barone di Faucigny, figlio di Umberto I del Viennois[26];
- Caterina (1302-1336), andata sposa nel 1315 a Leopoldo I d'Austria (1290-1326), duca d'Austria e di Stiria[27], terzo figlio dell'imperatore Alberto I e di Elisabetta di Carinzia. Dopo la morte dei genitori egli divenne il capo della famiglia degli Asburgo;
- Giovanna (1307-1366),andata sposa nel 1326 ad Andronico III Paleologo, imperatore bizantino dal 1328 al 1341[28];
- Beatrice, andata sposa nel 1328 a Enrico di Gorizia (1270 - 1335), duca di Carinzia dal 1295 al 1335 e re di Boemia dal 1307 al 1310[29].

## Ascendenza
|                         |                           |                          | Genitori                      |  |  | Nonni |  |  | Bisnonni              |  |  | Trisnonni            |  |
|                         |                           |                          |                               |  |  |       |  |  | Enrico II di Brabante |  |  | Enrico I di Brabante |  |
|                         |                           |                          |                               |  |  |       |  |  | Enrico II di Brabante |  |  | Enrico I di Brabante |  |
|                         |                           | Matilde di Lorena        |                               |  |  |       |  |  | Enrico II di Brabante |  |  |                      |  |
| Enrico III di Brabante  |                           |                          |                               |  |  |       |  |  | Enrico II di Brabante |  |  |                      |  |
|                         |                           | Maria di Svevia          | Filippo di Svevia             |  |  |       |  |  |                       |  |  |                      |  |
|                         |                           | Maria di Svevia          | Filippo di Svevia             |  |  |       |  |  |                       |  |  |                      |  |
|                         |                           | Maria di Svevia          | Irene Angela                  |  |  |       |  |  |                       |  |  |                      |  |
| Giovanni I di Brabante  |                           | Maria di Svevia          |                               |  |  |       |  |  |                       |  |  |                      |  |
|                         |                           | Ugo IV di Borgogna       | Ottone III di Borgogna        |  |  |       |  |  |                       |  |  |                      |  |
|                         |                           | Ugo IV di Borgogna       | Ottone III di Borgogna        |  |  |       |  |  |                       |  |  |                      |  |
|                         |                           | Ugo IV di Borgogna       | Alice di Vergy                |  |  |       |  |  |                       |  |  |                      |  |
| Alice di Borgogna       |                           | Ugo IV di Borgogna       |                               |  |  |       |  |  |                       |  |  |                      |  |
|                         |                           | Yolanda di Dreux         | Roberto III di Dreux          |  |  |       |  |  |                       |  |  |                      |  |
|                         |                           | Yolanda di Dreux         | Roberto III di Dreux          |  |  |       |  |  |                       |  |  |                      |  |
|                         |                           | Yolanda di Dreux         | Eleonora di Saint-Valéry      |  |  |       |  |  |                       |  |  |                      |  |
| Maria di Brabante       |                           | Yolanda di Dreux         |                               |  |  |       |  |  |                       |  |  |                      |  |
|                         | Guglielmo II di Dampierre | Guido II di Dampierre    |                               |  |  |       |  |  |                       |  |  |                      |  |
|                         | Guglielmo II di Dampierre | Guido II di Dampierre    |                               |  |  |       |  |  |                       |  |  |                      |  |
|                         | Guglielmo II di Dampierre | Matilde I di Borbone     |                               |  |  |       |  |  |                       |  |  |                      |  |
| Guido di Dampierre      | Guglielmo II di Dampierre |                          |                               |  |  |       |  |  |                       |  |  |                      |  |
|                         |                           | Margherita II di Fiandra | Baldovino I di Costantinopoli |  |  |       |  |  |                       |  |  |                      |  |
|                         |                           | Margherita II di Fiandra | Baldovino I di Costantinopoli |  |  |       |  |  |                       |  |  |                      |  |
|                         |                           | Margherita II di Fiandra | Matilde di Champagne          |  |  |       |  |  |                       |  |  |                      |  |
| Margherita di Dampierre |                           | Margherita II di Fiandra |                               |  |  |       |  |  |                       |  |  |                      |  |
|                         |                           | Roberto VII di Bethune   | …                             |  |  |       |  |  |                       |  |  |                      |  |
|                         |                           | Roberto VII di Bethune   | …                             |  |  |       |  |  |                       |  |  |                      |  |
|                         |                           | Roberto VII di Bethune   | …                             |  |  |       |  |  |                       |  |  |                      |  |
| Matilde di Bethune      |                           | Roberto VII di Bethune   |                               |  |  |       |  |  |                       |  |  |                      |  |
|                         |                           | Elisabetta di Morialmez  | …                             |  |  |       |  |  |                       |  |  |                      |  |
|                         |                           | Elisabetta di Morialmez  | …                             |  |  |       |  |  |                       |  |  |                      |  |
|                         |                           | Elisabetta di Morialmez  | …                             |  |  |       |  |  |                       |  |  |                      |  |
|                         |                           | Elisabetta di Morialmez  |                               |  |  |       |  |  |                       |  |  |                      |  |

### Letteratura storiografica
- Edward Armstrong, "L'Italia al tempo di Dante", cap. VI, vol. VI (Declino dell'impero e del papato e sviluppo degli stati nazionali) della Storia del mondo medievale, 1999, pp. 235–296.
- P.J. Blok, "Germania 1273 1313", cap. VIII, vol. VI (Declino dell'impero e del papato e sviluppo degli stati nazionali) della Storia del mondo medievale, 1999;pp. 332–371.
- (FR)  Histoire généalogique des ducs de Bourgogne de la maison de France.
- (FR)  Histoire de Savoie, d'après les documents originaux,... par Victor ... Flour de Saint-Genis. Tome 1
- (FR)  Histoire généalogique de la royale maison de Savoie, justifiée par titres, ..par Guichenon, Samuel
- (FR)  Histoire de la Maison de Savoie
- (FR)  Trophées tant sacrés que profanes du duché de Brabant.
- (IT)  Testamenti di sovrani e principi di Savoia Archiviato il 18 ottobre 2021 in Internet Archive.